# Epic Games
Epic Games (początkowo jako Epic MegaGames) – producent i wydawca gier komputerowych z siedzibą w Cary w Karolinie Północnej w Stanach Zjednoczonych.

## Historia
Przedsiębiorstwo zostało założone pod nazwą Potomac Computer Systems w 1991 przez Tima Sweeneya w Rockville. Potomac Computer Systems wydało swój pierwszy produkt, ZZT, w tym samym roku. Podczas prac nad grą, studio zmieniło nazwę na Epic MegaGames. Stopniowo marka producenta rosła wraz z wydawanymi przez siebie grami shareware, włączając w to Epic Pinball, Jill of the Jungle, Jazz Jackrabbit, Jazz Jackrabbit 2 i One Must Fall: 2097. Jednocześnie przedsiębiorstwo wydawało i dystrybuowało tytuły innych producentów, w tym takie gry, jak Robbo, Heartlight, Electro Body i Zone 66. W 1997 studio zakupiło w całości Safari Software, a niektóre z ich tytułów zostały wydane pod marką Epic Classics razem z grami Epica. W 1998 wydano grę Unreal, strzelankę pierwszoosobową, która zapoczątkowała nową serię. Producent rozpoczął też licencjonowanie silników gier z tej serii. W 1999 przedsiębiorstwo zmieniło nazwę na Epic Games i przeniosło swoją siedzibę do Cary. W 2007 Epic Games zakupiło pakiet większościowy polskiego studia People Can Fly, aby zacieśnić współpracę. Wspólnie z nim stworzyli grę Fortnite: Save the World. Jej premiera odbyła się 25 lipca 2017. W grudniu 2018 producent udostępnił platformę dystrybucji cyfrowej – Epic Games Store. W 2021 roku Epic Games kupiło studio twórców gry Fall Guys: Ultimate Knockout.

## Silniki gier
Epic jest twórcą serii silników gier. Każdy z silników Unreal Engine, jak zostały nazwane, zawiera obsługę renderowania grafiki, przetwarzania dźwięku, silnik fizyczny i narzędzia programistyczne. Od wersji drugiej obsługują one pojazdy, a od trzeciej pixel shadery, dynamiczną fizykę wspieraną przez PhysX. W kwietniu 2015 roku nastąpiło wydanie wersji czwartej, reklamowanej fotorealistyczną grafiką. We wrześniu 2015 roku Epic Games udostępnił silnik za darmo. W maju 2020 zaprezentowano kolejną iterację oprogramowania – Unreal Engine 5. Silnik zaprojektowano z myślą o konsolach nowej generacji – PlayStation 5 i Xbox Series X.